# Індіан-Лейк (Техас)
Індіан-Лейк (англ. Indian Lake) — місто (англ. town) в США, в окрузі Камерон штату Техас. Населення — 839 осіб (2020).

## Географія
Індіан-Лейк розташований за координатами 26°5′16″ пн. ш. 97°30′11″ зх. д. / 26.08778° пн. ш. 97.50306° зх. д. (26.087729, -97.503116).  За даними Бюро перепису населення США в 2010 році місто мало площу 0,64 км², з яких 0,49 км² — суходіл та 0,15 км² — водойми.

## Демографія
Згідно з переписом 2010 року, у місті мешкало 640 осіб у 250 домогосподарствах у складі 175 родин. Густота населення становила 994 особи/км².  Було 337 помешкань (524/км²).
Расовий склад населення:
| - 83,6 % — білих - 0,6 % — азіатів - 0,5 % — чорних або афроамериканців - 14,5 % — осіб інших рас |

До двох чи більше рас належало 0,8 %. Частка іспаномовних становила 64,4 % від усіх жителів.
За віковим діапазоном населення розподілялося таким чином: 28,0 % — особи молодші 18 років, 51,1 % — особи у віці 18—64 років, 20,9 % — особи у віці 65 років та старші. Медіана віку мешканця становила 37,0 року. На 100 осіб жіночої статі у місті припадало 87,7 чоловіків;  на 100 жінок у віці від 18 років та старших — 90,5 чоловіків також старших 18 років.
Середній дохід на одне домашнє господарство  становив 38 908 доларів США (медіана — 34 167), а середній дохід на одну сім'ю — 41 531 долар (медіана — 40 208). Медіана доходів становила 32 500 доларів для чоловіків та 22 102 долари для жінок. За межею бідності перебувало 38,7 % осіб, у тому числі 52,6 % дітей у віці до 18 років та 15,1 % осіб у віці 65 років та старших.
Цивільне працевлаштоване населення становило 220 осіб. Основні галузі зайнятості: науковці, спеціалісти, менеджери — 24,1 %, освіта, охорона здоров'я та соціальна допомога — 17,3 %, роздрібна торгівля — 12,3 %.